# Aéroport de Bhâratpur
L'aéroport de Bhâratpur (code IATA : BHR • code OACI : VNBP) est situé à un peu plus d'un kilomètre au sud-ouest de Bhâratpur au Népal. L'aéroport a été mis en fonctionnement le 5 mars 1965 et est géré par le gouvernement (via  l'autorité de l'aviation civile népalaise).
Il est l'un des aéroports les plus importants du pays et une porte d'accès majeure au parc national de Chitawan pour les touristes.
La croissance de sa fréquentation est très importante depuis les cinq dernières années.
Cet aéroport est également une base d'apprentissage et de formation de la première (et unique) école de pilotage d'avions au Népal : Shivani Air.

## Histoire
Cet aéroport fut tout d'abord construit pour les missions réimplantations et de contrôle de la malaria dans la vallée du Chitawan sous l'assistance du gouvernement des États-Unis d'Amérique.
Le premier vol commercial transportant des passagers atterrit le 5 mars 1965.
L'aéroport, alors seulement équipé de pistes d'atterrissage en herbe, fut tout d'abord desservi par des vols intérieurs à partir du Tribhuvan International Airport à Katmandou et de l'aéroport de Pokhara opérés par la compagnie nationale Nepal Airlines.
Après plusieurs années de pression de la population locale et des expatriés vivant à proximité, un nouveau terminal et une piste d'atterrissage de 1 158 m conçue pour accueillir des avions de taille moyenne (comme l'Avro) furent construits.
Les travaux furent terminés en octobre 2005 mais les Fokker de la compagnie Cosmic Air ne peuvent pas atterrir dans cet aéroport à cause d'une piste trop courte de 150 m.

## Situation
| \| 100 km1:3 095 000 \| Bajura Bhadrapur Bhâratpur Bhojpur Biratnagar Dhangadhi Dolpa Janakpur Jomsom Jumla Katmandou Lamidanda Lukla Manang Meghauli Nepalganj Phaplu Pokhara Ramechhap Rukumkot Rumjatar Simara Siddharthanagar Simikot Surkhet Talcha Taplejung Thamkharka Tumlingtar Dang |
| 100 km1:3 095 000 |

## Compagnies et liaisons
| Compagnies    | Destinations        |
| ------------- | ------------------- |
| Buddha Air    | Katmandou-Tribhuvan |
| Tara Airlines | Katmandou-Tribhuvan |
| Yeti Airlines | Katmandou-Tribhuvan |

La compagnie aérienne nationale Nepal Airlines tire la majeure partie de ses revenus de cet aéroport[réf. nécessaire].

## Statistiques
Pour des raisons techniques, il est temporairement impossible d'afficher le graphique qui aurait dû être présenté ici.

Voir la requête brute et les sources sur Wikidata.